# Repeziș

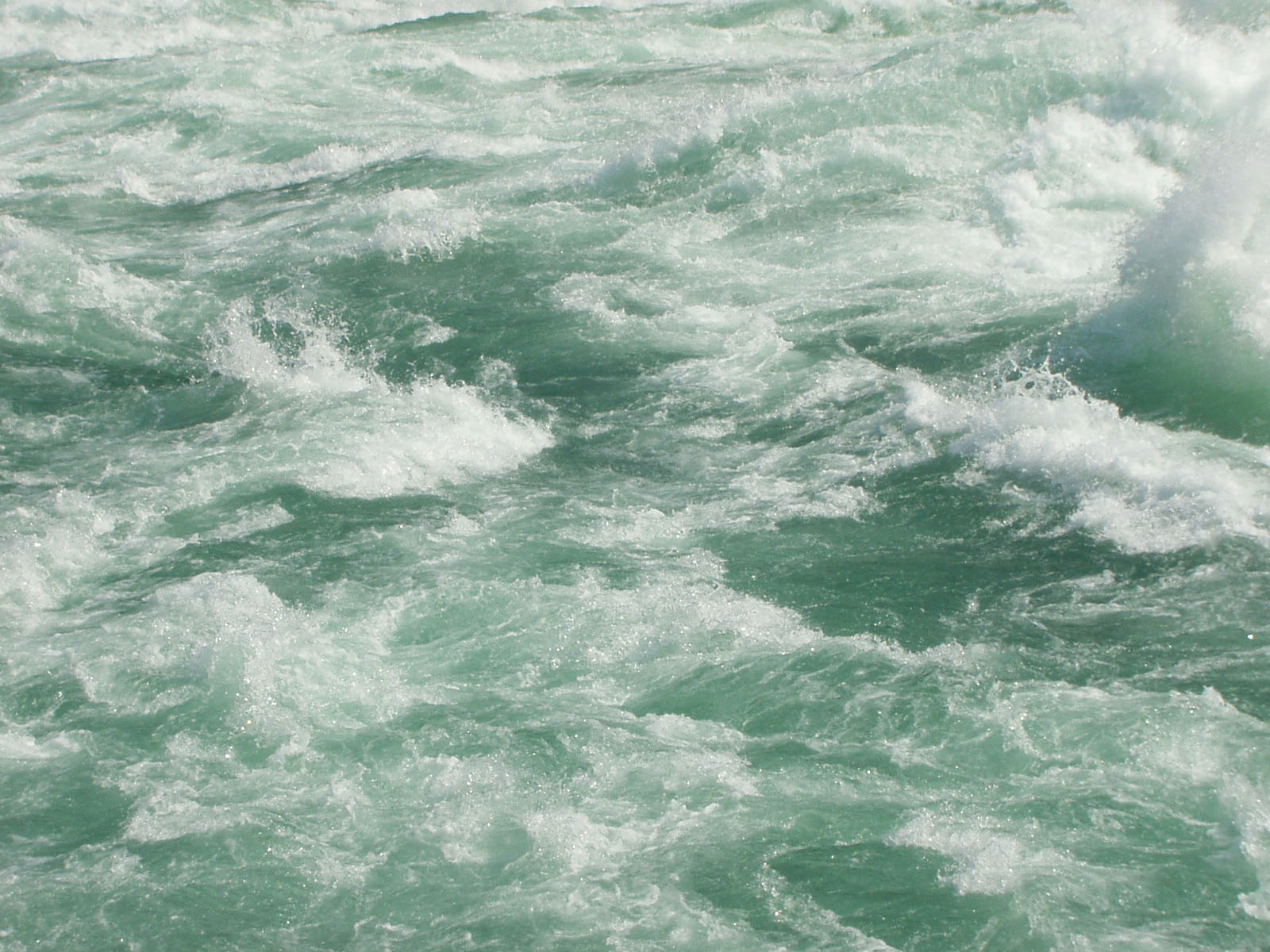
Repeziș foarte violent în apropiere de cascada Niagara.

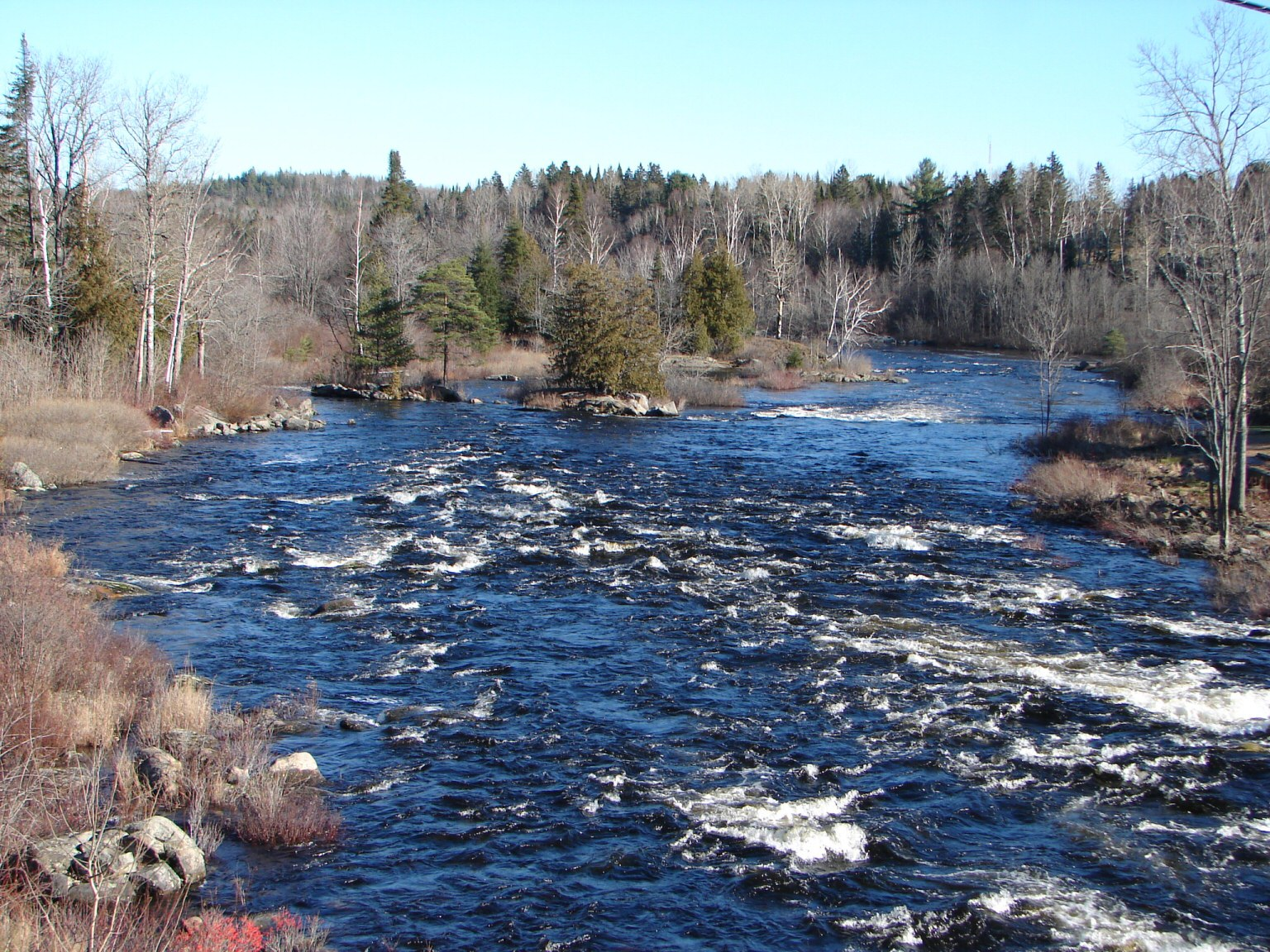
Repeziș clasa 2.

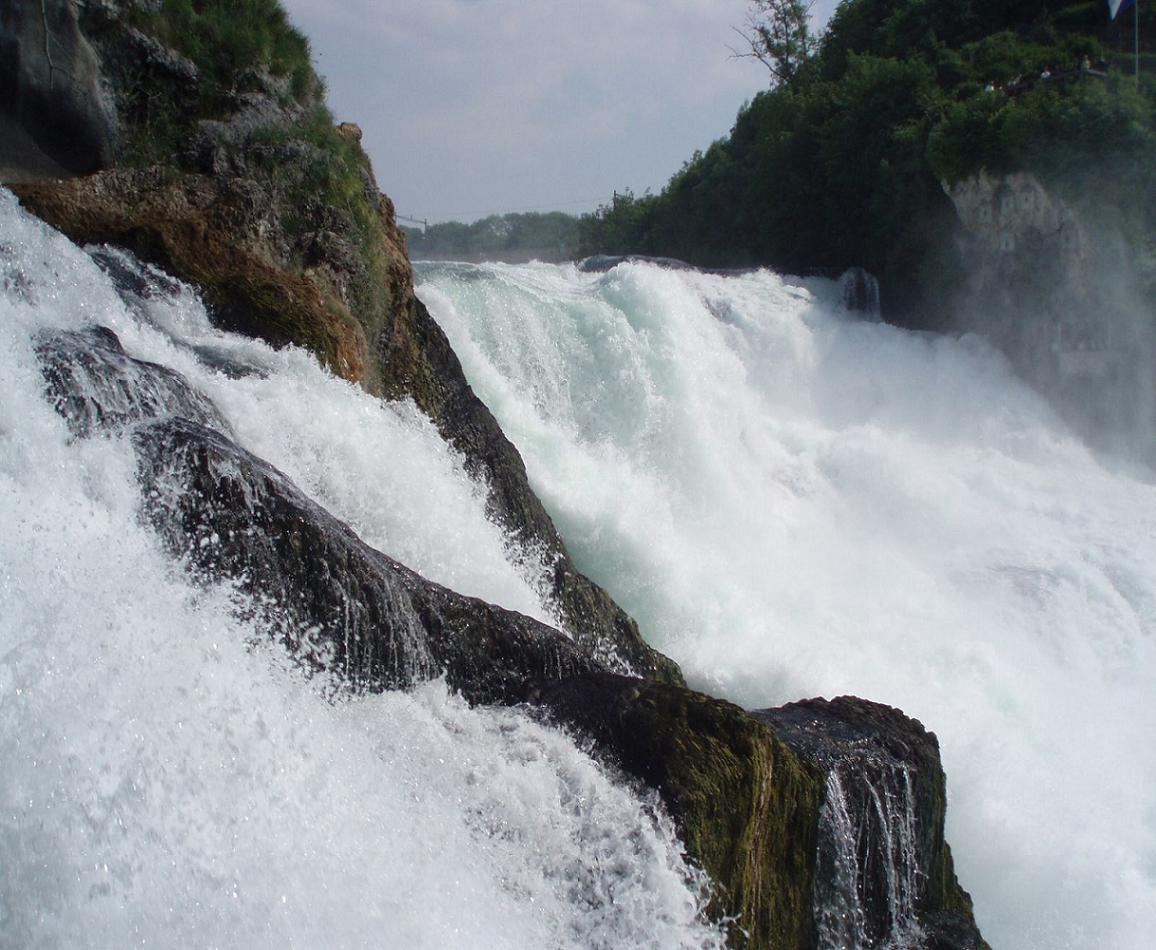
Repeziș clasa 6.

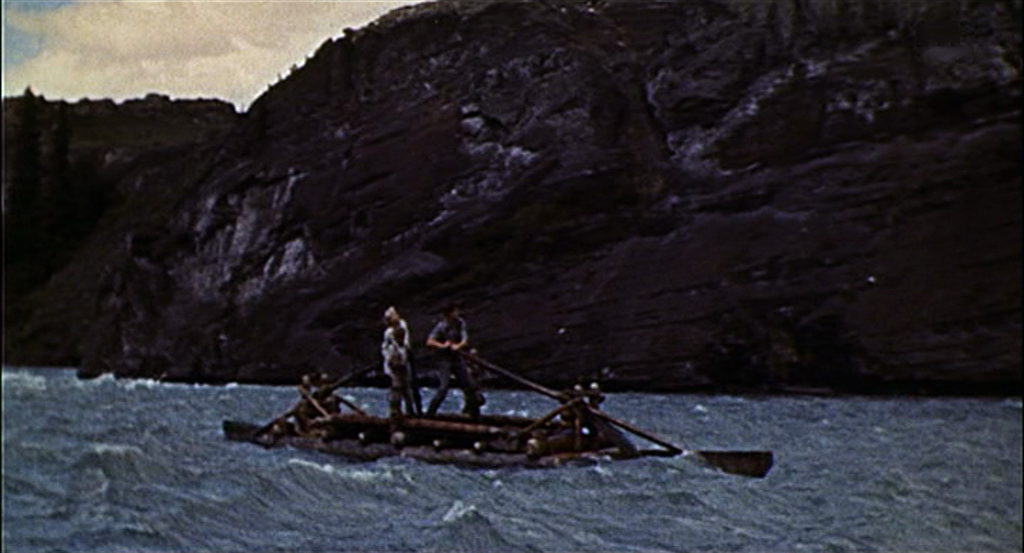
Plută pe porțiunea de Râu fără întoarcere, înainte de a înfrunta repezișurile.

Un repeziș este o porțiune de râu sau de fluviu de ape repezi, foarte agitată atunci când albia râului are o pantă cu gradient mare, generând o accelerare a curentului și vârtejuri puternice. Repezișul este intermediar între fluxul rapid al unui râu și o cascadă.

## Formare
În general, un repeziș presupune și o mică adâncime a apei și prezența unor stânci ieșind din apă. Învolburările generate de fluxul rapid al apei în jurul acestor stânci provoacă bule de aer care se amestecă cu apa, dându-i o culoare albă. Repezișuri apar în special atunci când albia râului este formată dintr-o rocă dură, care este rezistentă la eroziunea curentului, spre deosebire de albia din aval.

## Whitewater
Anglo-saxonii disting o anumită categorie de repezișuri, numite " apele albe "(Whitewaters). Această distincție prezintă interes pentru activitatea sportivă de coborâre a unor astfel de porțiuni de râu, numită rafting. Whitewater rapids sunt acele repezișuri în care violența apei este astfel încât apa este saturată cu bule de aer, până la punctul în care pare a fi albă.
Navigația pe aceste porțiuni ia numele de whitewater rafting, atunci când ea se face pe o plută (raft), sau whitewater kayaking atunci când este făcută într-un caiac. Repezișurile de clasa 6 (vezi mai jos Clasificarea) au fost mult timp considerate nenavigabile , până când au fost efectuate câteva coborâri într-un caiac (nu cu pluta).

## Clasificarea
Repezișurile sunt clasificate la nivel internațional ·   de la 1 la 6. Dacă un repeziș de clasa 1 este ușor de străbătut, și nu necesită nicio manevră, unul de clasa 6, în schimb, constituie un pericol de moarte. Un repeziș clasa 5 poate fi clasificat apoi în subdiviziuni de la 5.1 la 5.9. 
Creșterea nivelului de dificultate, de la un curs rapid de 5.0 la unul de clasă 5.1 este de același ordin ca și trecerea de la clasa 4 la clasa 5. Dacă un curs rapid de clasa 6, în mod normal non-navigabil, este traversat de mai multe ori, acesta poate fi reclasificat în categoria 5.x corespunzătoare.

### Articole conexe
- Rafting
- Caiac-Canoe
- Niagara (film, 1953)
- Râul fără întoarcere (film, 1954)